# Star Citizen
『Star Citizen』（スターシチズン）は、近日公開予定のマルチプレイヤー宇宙飛行戦闘・貿易シミュレーションゲームです。クリス・ロバーツが監督を務めるこのゲームは、現在クラウド・インペリウム・ゲームズ (CIG) によってMicrosoft Windows向けに開発されている。このゲームは、200万ドルを集めたKickstarterの資金調達キャンペーンのおかげで、2012年に開発が開始されました。10年以上の開発期間を経ても、『Star Citizen』の正式商用リリースの正式な日付はまだ発表されていない。
CIG は、公式の商用リリース前にプレイヤーにゲームをプレイする機会を提供するために、2013 年にすでに完成していたゲームの一部モジュールのリリースを開始します。2015年に始まったテスト期間を経て、『Star Citizen』のメインモジュール「パーシステント•ユニバース」が2017年後半にリリースされ、ゲームの早期アクセス期間が始まりました。このゲームの長期にわたる制作過程では、早期アクセス期間の完了時期が明確に示されていないこと、そしてプロジェクトを放棄した支援者が返金を受ける際に直面する困難など、多くの批判が寄せられてきました。その結果、当初2014年に予定されていたゲームの発売は、度々延期されています。
最初の Kickstarter 資金調達キャンペーンの終了後、CIG は宇宙船やその他のゲーム内コンテンツの販売を通じて資金調達を続けました。このゲームの収益化モデルはさらなる批判と法的問題を引き起こした。「Star Citizen」 は、2017 年 12 月の早期アクセスリリース時に 1 億 7,000 万ドル以上を調達しており、最も資金を集めたクラウドファンディング プロジェクトの1つです。 ゲームのマーケティングは、初期のクラウドファンディングと早期アクセス期間中に実施される販売に加えて、外部投資を通じても資金提供されており、2020年3月時点で6,300万ドルを超えています。2025年4月現在、『Star Citizen』はクラウドファンディングと早期アクセス販売を合わせて総額 8 億ドルを稼ぎ、世界で最も高価なビデオ ゲームとなり、これまでに制作された最も高価なエンターテイメントの1つとなっています。